# 旅路 おふくろさんより
『旅路 おふくろさんより』（たびじ おふくろさんより）は、1971年（昭和46年）7月10日に公開された日本映画である。

## 概要
前年10月に公開の『波止場女のブルース』と同年3月に公開の『望郷』から引き続き、森進一の楽曲『おふくろさん』を題材にした歌謡映画。先行の2作品と同様に森進一本人が出演しており、本作では主役を務めている。監督は、『波止場女のブルース』から引き続き斎藤耕一が務めた。

## スタッフ
- 監督：斎藤耕一
- 製作：上村力
- 脚本：三村晴彦、斎藤耕一
- 撮影：堂脇博
- 音楽：大森盛太郎
- 美術：芳野尹孝
- 編集：富宅理一
- 録音：平松時夫
- スチール：長谷川宗平
- 助監督：三村晴彦
- 照明：佐久間丈彦

## キャスト
- 北村慎吾：森進一
- 北村尭：田村正和
- 亜希：加賀まりこ
- 洋子：尾崎奈々
- 絹枝：月丘夢路
- おばさん：加藤治子
- 船長：辰巳柳太郎
- サングラスの男：笈田敏夫
- サングラスの男の仲間：阿部希郎
- 佐伯：小田草之助
- 幸子：槙摩耶
- 千代：呉恵美子
- 事務員：今井健太郎

## 同時上映
- 藤圭子 わが歌のある限り